# Janusz Komender
Janusz Antoni Komender (ur. 24 marca 1931 w Piastowie, zm. 17 marca 2024 w Warszawie) – polski lekarz. Specjalista w zakresie transplantacji i konserwacji tkanek. Minister zdrowia i opieki społecznej w rządzie Zbigniewa Messnera (1987–1988).

## Życiorys
Syn Bronisława i Janiny. W 1955 ukończył studia na Wydziale Lekarskim Akademii Medycznej w Warszawie. W 1980 uzyskał tytuł profesora. W latach 1970–2001 kierował Zakładem Transplantologii i Centralnego Banku Tkanek AM w Warszawie. Pełnił też funkcję prorektora AM ds. nauki, w latach 1981–1984 był dziekanem I Wydziału Lekarskiego. Od 1991 członek korespondent Polskiej Akademii Nauk, od 2007 członek rzeczywisty PAN. Od 24 października 1987 do 14 października 1988 był ministrem zdrowia i opieki społecznej w rządzie Zbigniewa Messnera. W latach 1993–2000 zasiadał w Krajowej Radzie Transplantacyjnej, a od 1993 do 2001 był wiceprezesem Europejskiego Stowarzyszenia Banków Tkanek. W okresie 1998–2002 był członkiem Rady Zarządzającej Europejskiej Fundacji Nauki oraz zarządu EuroScience, a od 1999 do 2002 wiceprzewodniczącym Zgromadzenia Ogólnego Rady Międzynarodowych Organizacji Nauk Medycznych. Był autorem m.in. ponad 100 publikacji naukowych, rozdziałów oraz monografii.
Odznaczony Krzyżem Oficerskim Orderu Odrodzenia Polski (1999).
Został pochowany na Cmentarzu na Solipsach.